# Броноциці
Броноци́це (пол. Bronocice) — село в Польщі, у гміні Дзялошиці Піньчовського повіту Свентокшиського воєводства.
Населення — 77 осіб (2011).
У 1975—1998 роках село належало до Келецького воєводства.
На території села відкрито рештки стародавнього поселення культури лійчастого посуду, датованого періодом 3770–3540 рр до н. е. Особливо примітним є відкриття вази з Броноциці, яка налічує 5,5 тис. років і містить зображення чотириколісного воза (знайдена в 1976 р.).

## Демографія
Демографічна структура на день 31 березня 2011 року:
|          | Загалом | Допрацездатний вік | Працездатний вік | Постпрацездатний вік |
| -------- | ------- | ------------------ | ---------------- | -------------------- |
| Чоловіки | 40      | 9                  | 30               | 1                    |
| Жінки    | 37      | 6                  | 20               | 11                   |
| Разом    | 77      | 15                 | 50               | 12                   |